# حزمني يا (مسرحية)
حزمني يا هي مسرحية مصرية كوميدية أنتج عام 1994 بطولة فيفي عبده وحسن حسنى ومحمد هنيدي ومدحت صالح وشريف منير وماجدة زكي ومحمد متولي. كانت هذه المسرحية هي فترة تحوّل في تاريخ المسرح المصري حيث كانت أول مسرحية ثمن تذكرة حضورها مرتفع يصل لمائة جنيه مصري كما صرحت بذلك بطلة العمل فيفي عبده في برنامج تليفزيوني كانت تقدمه على شبكة قنوات الفن
كانت المسرحية في بداياتها تحت اسم (حزمني يا بابا) لفترة حتى قامت هيئة الرقابة على المصنفات الفنية بحذف كلمة بابا لتصبح باسمها النهائي (حزمني يا).